# Castro de El Cincho

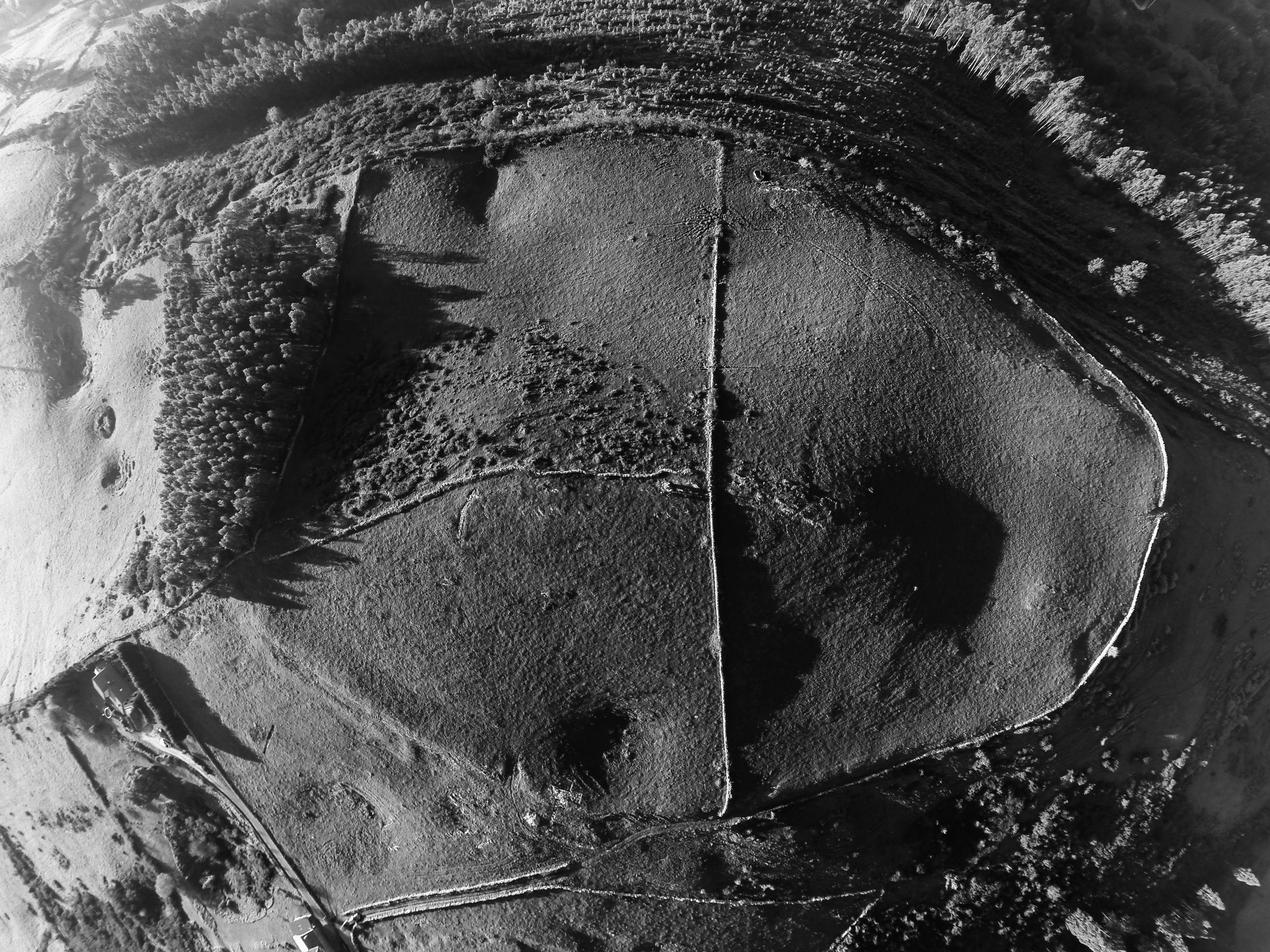
Fotografía aérea en la que se puede observar las dimensiones del enclave fortificado, así como los restos de las antiguas fortificaciones defensivas.

El castro de El Cincho es un yacimiento arqueológico prerromano situado junto a la localidad de Yuso, en el municipio de Santillana del Mar, al norte de la Comunidad Autónoma de Cantabria (España).
Se trata de un castro, también llamado oppidum : un asentamiento fortificado característico de los pueblos de cultura o influencia celta durante la edad del hierro

## Ubicación
El yacimiento arqueológico se localiza en lo alto del Monte del Huervo a 273,9 m de altura que se erige frente a la costa, a 1,95 km de distancia de ésta. Se emplaza a menos de un kilómetro del histórico casco urbano de la Villa de Santillana del Mar. 
El topónimo que da nombre al área (cincho), y por ende al enclave, proviene del latín cingo (proteger, cubrir, circundar, rodear, ceñir) que hace referencia al cinturón amurallado en torno a la cima. La superficie total del poblamiento supera las 6 ha.

## Descubrimiento
En la primavera del año 2014, los arqueólogos Javier Marcos Martínez y Lino Mantecón Callejo informaron de un asentamiento fortificado y un hábitat castreño, que era únicamente conocido por lugareños, en la finca del Cincho, sobre el monte costero del Huervo. 
Inmediatamente comunicaron el caso ante la Dirección de Cultura de la Consejería de Educación, Cultura y Deporte del Gobierno de Cantabria. 
Este altozano posee una privilegiada situación geo-estratégica de la cuenca baja del río Besaya, con un dominio visual del territorio que alcanza más allá de los límites geográficos de la comunidad cántabra. 
Esta una de las razones que justifican la existencia del castro.

## Yacimiento

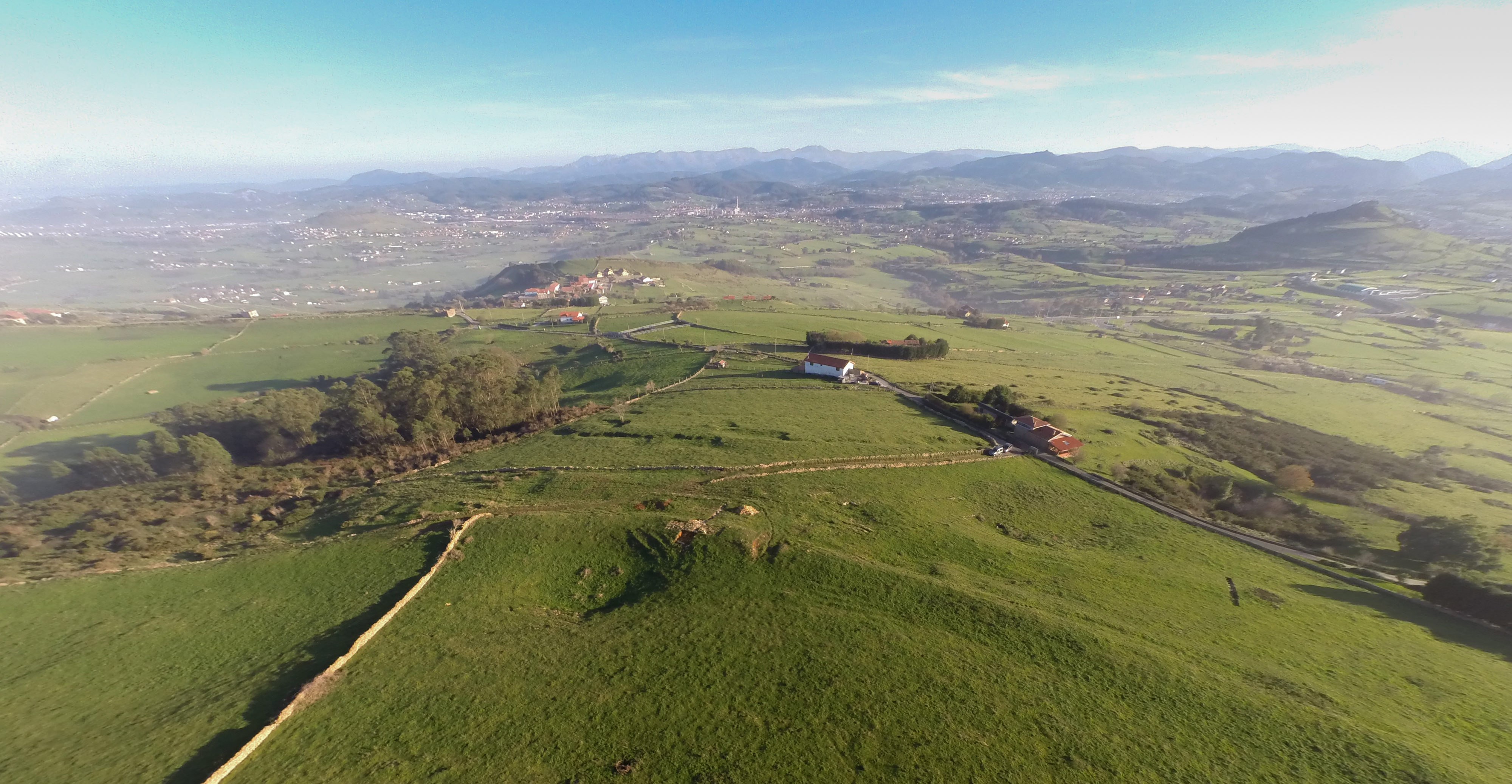
Vista aérea de drone del lomo de la muralla principal.

En este lugar fue uno de los principales castros del pueblo prerromano de los cántabros. Este pueblo de cultura celta o celtíbera fue, junto a los astures, el último pueblo de la península ibérica que fue conquistado por el imperio romano (durante el período transcurrido del año 29 a. C. al 19 a. C., conocido como las Guerras Cántabras, Bellum Cantabricum et Asturicum). De aquel asentamiento persisten importantes vestigios arquitectónicos y múltiples objetos de cultura material. Unas ruinas que son todavía reconocibles en la cima del monte, integradas en el paisaje costero de Santillana del Mar.
Se han desarrollado varias campañas arqueológicas desde el año 2014, realizando labores de exploración del terreno, trabajos de limpieza y desbroce vegetal, varios sondeos con metodología arqueológica y otra serie de labores de sistemática científica. En este tiempo se ha logrado desvelar una estructura de muralla, cuyo trazado circunvala la cumbre de la montaña, en la que se han reconocido dos momentos constructivos. El más antiguo se corresponde con la fase de la Protohistoria, conformado por un modelo arquitectónico de muros con relleno de tierra y arcilla apisonada, junto con un probable armazón de troncos de madera, que en conjunto alcanzaba los 3,75 m. de anchura. Un sistema constructivo que las fuentes clásicas denominaban como muro gálico. La segunda fase está compuesta por una muralla con zócalo de piedra de 2,5 m. de ancho.
La investigación ha logrado localizar arqueológicamente una de las puertas del recinto fortificado de la Edad del Hierro, conformada por una entrada en pasillo entre murallas, junto con importantes trabajos de desmonte para generar un aterrazamiento. Igualmente, se ha registrado y verificado una segunda línea de muralla que refuerza el sistema defensivo del castro, localizada en el flanco más desprotegido. En este mismo sentido, los investigadores sostienen que tal vez se aprovechó la quebrada superficie del relieve del karst como sistema defensivo, al modo de los denominados campos de piedras hincadas tan usuales en las fortificaciones de las comunidades prerromanas. En este caso, estaríamos ante la primera constatación de este modelo en tierras de los cántabros. El castro de El Cincho posee otros elementos de interés: cueva situada en el interior del recinto, posible existencia de una acrópolis y un antemuro, entre otros.

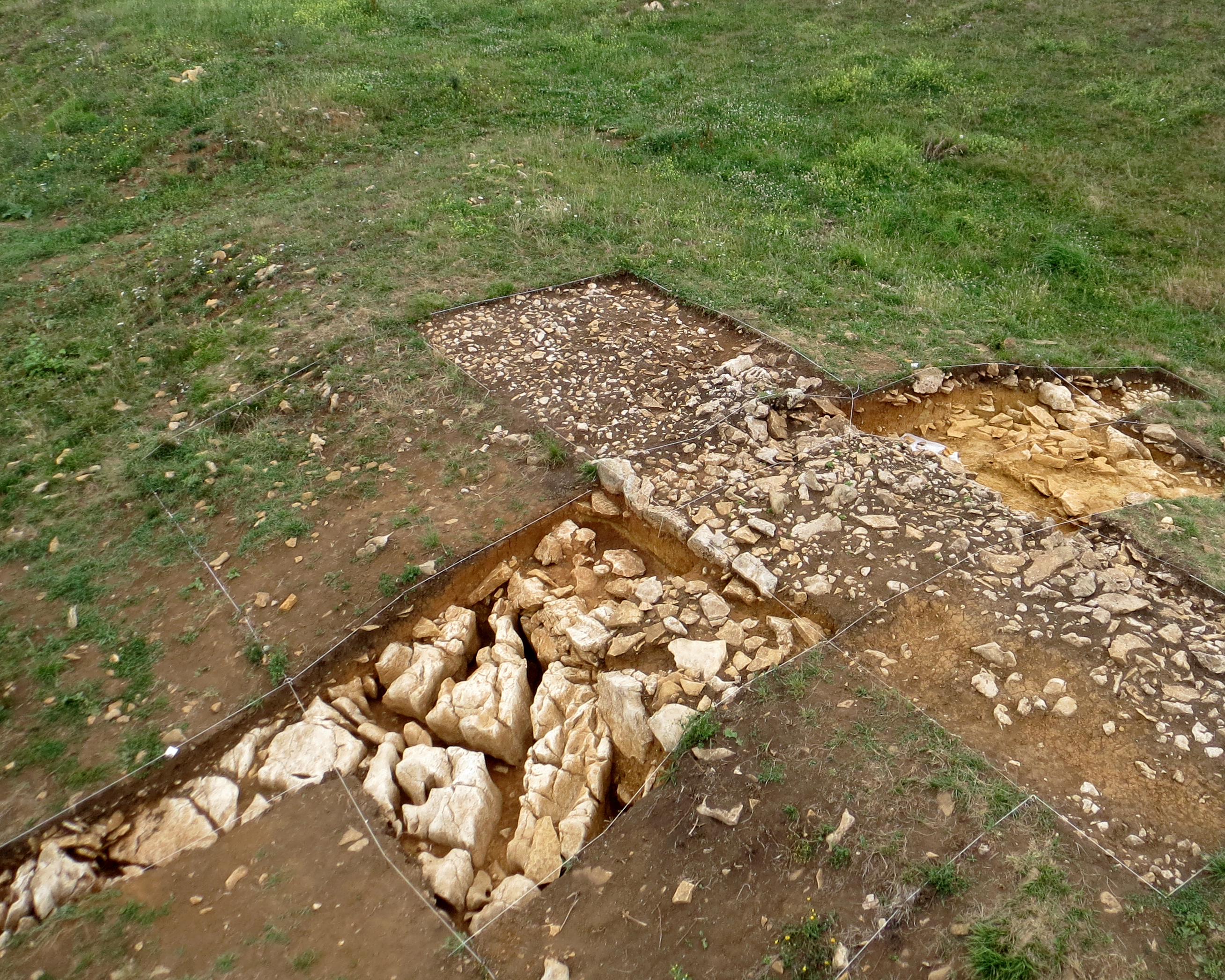
Sondeo 2 del castro de El Cincho, Yuso (Santillana del Mar). Vista de las murallas superpuestas y el lapiaz desnudo.

Quizás nos encontremos ante uno de los enclaves más importantes de la Protohistoria de la región. Perteneció a una tribu cántabra (grupo étnico o populi que habitó la cuenca del río Besaya y fue generadora de las famosas estelas discoideas), ya que como sostienen sus investigadores el enclave arqueológico puede ser considerado un castro de castros.

## Materiales arqueológicos
El Cincho ha sido ocupado en distintos momentos de la Historia de la Humanidad, desde el Paleolítico Inferior hasta la Edad Antigua. Los vestigios recuperados son de muy variada tipología: industria lítica, cerámica a mano, elementos metálicos, etc. Un notable hallazgo es un molino giratorio con clavija, del que se conservan las dos valvas pertenecientes a un descubrimiento realizado por el escultor Jesús Otero, en 1953.
Una pieza muy especial que destaca por su relevancia es la manilla de un escudo (scutum o caetra). Se trata de un conjunto de piezas machihembradas, una anilla de hierro, tachuelas de cobre con función ornamental y restos de madera adheridos; que se han identificado como un aplique para la sujeción y suspensión de las correas de un escudo (cinchas de tiracol o telamón). Por paralelos en el mundo celtibérico, se sostiene que estos objetos metálicos se relacionan con la pieza de un escudo circular celtíbero que consistía en un par de piezas gemelas de hierro con una anilla cada una, que servían para la sujeción de las correas de las que, en bandolera, llevaba el guerrero suspendido el escudo, tanto a pie, como a caballo. La cronología de este objeto se puede enmarcar entre los siglos VI a III a. C. (Segunda Edad del Hierro) según los paralelos hallados en la península ibérica.